# Udo Kultermann
Udo Kultermann (* 14. Oktober 1927 in Stettin; † 9. Februar 2013 in New York) war ein deutscher Kunsthistoriker, Museumsdirektor und Autor zahlreicher Bücher zur Kunst- und zur Architekturgeschichte.

## Leben und Werk
Kultermann wurde als Sohn von  Georg Kultermann und seiner Frau Charlotte (geb. Schultz) geboren. Er studierte nach dem Zweiten Weltkrieg Kunstgeschichte, Klassische Archäologie und Literaturwissenschaften, anfangs von 1947 bis 1950 in Greifswald, anschließend bis 1953 in Münster, wo er mit einer Dissertation über den italienischen Barockbildhauer Gabriel Grupello zum Dr. phil. promoviert wurde. Anschließend zog er nach Bremen, wo er für ein Jahr in einem Museum eine Volontärsstelle erhielt. Er entdeckte dort ein unbekanntes Tagebuch und andere Schriften von Kasimir Malewitsch und beschäftigte sich – ausgehend von Paul Scheerbart – mit utopischer Architektur. 1957 fand Kultermann eine Anstellung im Amerikahaus Bremen. Er war dort für die Programmgestaltung in Nordwestdeutschland zuständig und organisierte Vorträge und Kurse zur amerikanischen Kunst am Beispiel von Alexander Calder und Jackson Pollock. In dieser Zeit lernte er den Kunstverleger Günther Wasmuth kennen, der ihn ermutigte und bei dem 1958 Kultermanns erstes Buch erschien: Baukunst der Gegenwart. Dokumente des neuen Bauens in der Welt.
1959 wurde er zum Direktor des städtischen Museums Morsbroich in Leverkusen berufen, das sich durch ihn rasch zu einem führenden Haus für die zeitgenössische Malerei entwickelte. In einer ersten Ausstellung zeigte er im Sommer 1959 Max Bill. Anfang 1960 fand die richtungsweisende Ausstellung „Monochrome Malerei“ (die er selbst im Katalog „neue Malerei“ nannte) statt, mit Arbeiten von unter anderen Lucio Fontana, Otto Piene und Yves Klein.  In diesem Zusammenhang ließ er 1962 – in Zusammenarbeit mit dem Stedelijk Museum, Amsterdam – eine umfassende Retrospektive über Kasimir Malewitsch folgen. Bei den architekturhistorisch orientierten Ausstellungen Die Gläserne Kette. Visionäre Architekturen aus dem Kreis um Bruno Taut (1963) und über den konstruktivistischen Baumeister des modernen Films Sergej Eisenstein bezog er Filmvorführungen und Architekturbauten in das Ausstellungskonzept ein.
Ab 1961 organisierte Kultermann mit den Morsbroicher Kunsttagen ein 3-tägiges Festival, das die gesamte Stadt und ihre Bürger umfassen sollte. In den Sparten Tanz, Musik, Film, Theater, Grafik und Malerei nahmen lokale wie international bekannte Künstler teil, zu Vorträgen wurden Max Bense und Theodor W. Adorno eingeladen. Als Kunstberater empfahl er sich mit der Aufstellung von Skulpturen, unter anderem im Innenhof der früheren Girozentrale in Düsseldorf mit der Plastik Wasserwald von Norbert Kricke.
Bereits während seiner Museumstätigkeit unternahm er zahlreiche Vortragsreisen nach Amerika, Asien und Afrika, nahm an Kongressen teil und hielt Vorträge an Universitäten. 1964 übersiedelte er in die USA, wo er 1967 Professor für Kunstgeschichte und Architekturtheorie an der Washington University in St. Louis wurde. Seit 1975 war er mit Judith Danoof verheiratet. 1994 wurde er emeritiert. Er starb nach langer Krankheit.
In bahnbrechenden Studien untersuchte Kultermann die zeitgenössischen Architekturen in Afrika und dem Nahen Osten. Seine weitere Interessen galten bereits seit seinen frühen Jahren der europäischen Kunst und Architektur sowie der zeitgenössischen amerikanischen Kunst. Er gehörte zu den ersten Kunsthistorikern, die sich ernsthaft mit zeitgenössischen weiblichen Performance-Kunstschaffenden beschäftigten.

## Schriften
- Gabriel de Grupello. o. O. 1953 DNB 480440700 (Dissertation Universität Münster, Philosophische Fakultät, 25. Juli 1953, 109 gezählte Blätter, 4 [Maschinenschrift]).
- Wassili und Hans Luckhardt. Bauten und Entwürfe. Wasmuth, Tübingen 1958.
- Baukunst der Gegenwart: Dokumente des neuen Bauens in der Welt. Wasmuth, Tübingen 1958.
- Dynamische Architektur. Lucas Cranach, München 1959.
- Neues Bauen in Japan. Wasmuth, Tübingen 1960.
- Neues Bauen in Afrika. Wasmuth, Tübingen 1963.
- Neues Bauen in der Welt. Wasmuth, Tübingen 1963.
- Junge deutsche Bildhauer. Kupferberg, Mainz 1963.
- Der Schlüssel zur Architektur von heute. Econ, Düsseldorf, 1963.
- Geschichte der Kunstgeschichte. Der Weg einer Wissenschaft. Econ, Düsseldorf, 1966, Neuausgabe bei Prestel, München 1995, ISBN 978-3-7913-1056-5.
- Neue Dimensionen der Plastik. Wasmuth, Tübingen 1967, Neuaufl. 1982, ISBN 978-3-8030-3002-3.
- Hrsg.: Sobotka Müller. Bauten Projekte II. Wasmuth, Tübingen 1967.
- Architektur der Gegenwart. Hrsg. von Josef Adolf Schmoll gen. Eisenwerth, Reihe: Kunst der Welt. Holle, Baden-Baden 1967, Neuaufl. 1980, ISBN 978-3-8735-5206-7.
- Gabriel Grupello. Deutscher Verlag für Kunstwissenschaft, Berlin 1968 (= Dissertation)?
- Neue Formen des Bildes. Wasmuth, Tübingen 1969; Neuaufl. 1982, ISBN 978-3-8030-3020-7.
- mit Werner Hofmann: Baukunst unserer Zeit: Die Entwicklung seit 1850.  Burkhard-Verl. Ernst Heyer, Essen, 1969; Neuaufl. 1986, ISBN 978-3-8711-7020-1.
- Leben und Kunst. Wasmuth, Tübingen 1970, Neuaufl 1982, ISBN 978-3-8030-3005-4.
- Hrsg.: Kenzo Tange: Architektur und Städtebau 1946-1969. Verlag für Architektur Artemis, Zürich 1970; Neuauflage bei Artemis & Winkler 1997, ISBN 978-3-7608-8042-6.
- Radikaler Realismus. Wasmuth, Tübingen 1972; Neuaufl. 1984, ISBN 978-3-8030-3004-7.
- Die Architektur im 20. Jahrhundert. DuMont, Köln 1977, Neuaufl. 1991, ISBN 978-3-7701-0920-3; 6. überarb. u. erw. Aufl., Springer, Wien/New York 2003, ISBN 978-3-2118-3887-7.
- Architekten der Dritten Welt. Bauen zwischen Tradition und Neubeginn. DuMont, Köln 1980, ISBN 978-3-77011182-4.
- Architecture in the Seventies. Architectural Book, New York 1980.
- Sprache des Schweigens. 3 Essays. 1982, ISBN 978-3-92181826-8.
- Zeitgenössische Architektur in Osteuropa. DuMont, Köln 1985, ISBN 978-3-7701-1554-9.
- Kunst und Wirklichkeit. Scaneg, München-Hadern 1991, ISBN 978-3-8923-5201-3.
- mit François Barré, Ambros Uchtenhagen: Gottfried Honegger, Kunst als Architektur. Ed. Waser, Weiningen Zürich 1993, ISBN 978-3-9080-8034-3.
- Die Maxentius-Basilika. VDG, Weimar 1996, ISBN 978-3-9297-4298-5.
- Kleine Geschichte der Kunsttheorie. Wissenschaftliche Buchgesellschaft, Darmstadt 1987, ISBN 3-534-02143-6
- mit Paola Antonelli, Stephen Van Dyk: Weltausstellungen 1933–2005: Architektur Design Graphik. Hrsg. von Andrew Garn. DVA, München 2008, ISBN 978-3-4210-3696-4.
- ZERO Foundation (Hrsg.): 4321 ZERO. mit Texten von U. Kultermann u. a., Richter + Fey, Düsseldorf 2012, ISBN 978-3-9412-6346-8.